# Antonio Alamanni

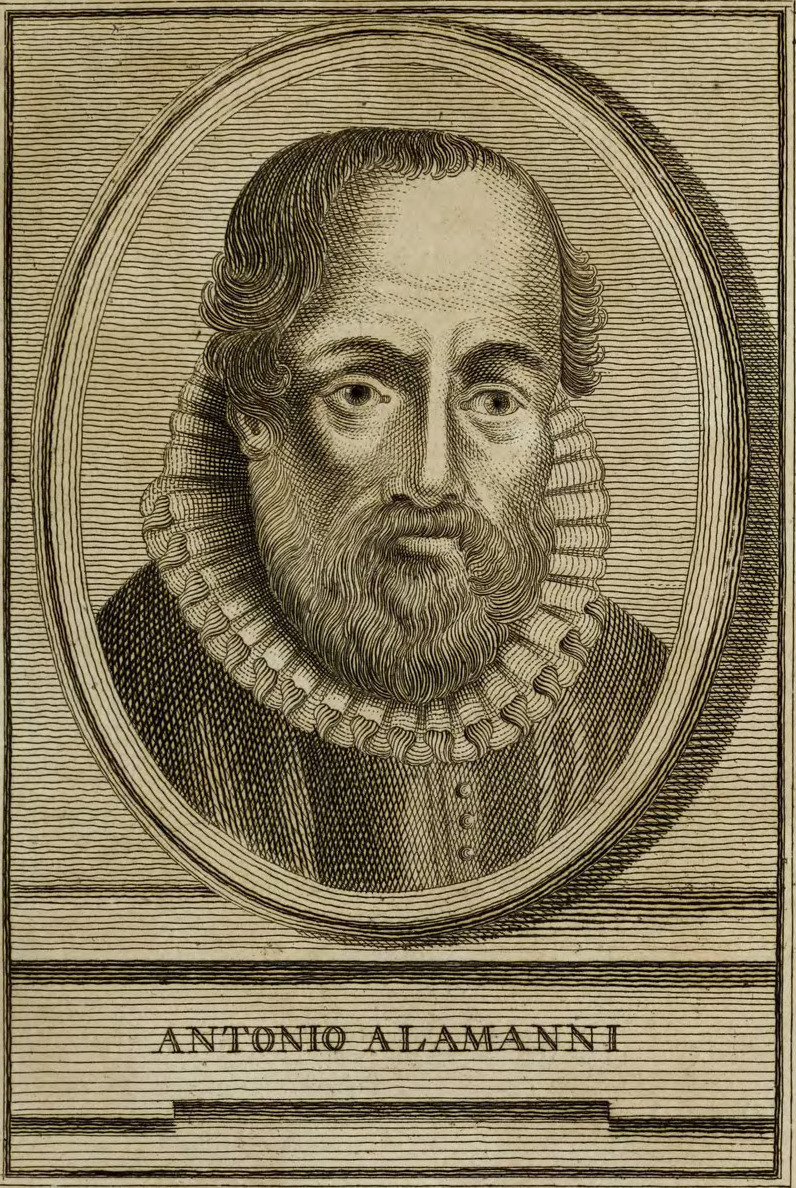
Retrato de Antonio Alamanni

Antonio Alamanni (Florencia, 5 de abril de 1464 - 2 de marzo de 1528) fue un poeta y compositor de madrigales italiano.

## Biografía
Fue hostil a los Medici y ocupó varios cargos públicos bajo la República: fue parte de los Dodici Buonomini en 1508, vicario de Valdicecina en 1509, de San Giovanni Valdarno en 1518 y del castillo de Firenzuola en 1525 .
Compuso sonetos de estilo burchiellesco, escribió cuatro canciones de carnaval (Il carro della Morte, Il trionfo dell'Età, Il trionfo dei quattro Elementi e Il canto degli ammogliati) y una comedia con temática espiritual titulada Conversione di santa Maria Maddalena (1521). También compuso la ópera burlesca Etimologia del Beccafico. Murió de la peste.